# Barbara Pompili
Barbara Pompili (ur. 13 czerwca 1975 w Bois-Bernard) – francuska polityk, deputowana, w latach 2016–2017 sekretarz stanu, od 2020 do 2022 minister ekologii.

## Życiorys
Absolwentka Instytutu Nauk Politycznych w Lille, studiowała na tej uczelni w latach 1994–1997. W 2000 wstąpiła do Zielonych. W 2002 odpowiadała za kontakty z mediami w kampanii prezydenckiej Noëla Mamère. W latach 2002–2007 była współpracowniczką deputowanego Yves’a Cocheta. Później do 2012 pełniła funkcję zastępczyni sekretarza generalnego frakcji poselskiej Gauche démocrate et républicaine (GDR) w niższej izbie francuskiego parlamentu. Od 2010 była działaczką powstałej m.in. w oparciu o Zielonych partii Europe Écologie-Les Verts.
W wyborach w 2012 sama uzyskała mandat deputowanej do Zgromadzeni Narodowego. W 2015 opuściła EÉLV, dołączyła następnie do ugrupowania Parti écologiste, które założył François de Rugy. W lutym 2016 została sekretarzem stanu przy ministrze środowiska w gabinecie Manuela Vallsa; powierzono jej sprawy klimatu w relacjach międzynarodowych i różnorodność biologiczną. Pozostała na tej funkcji również, gdy na czele nowego rządu w grudniu tegoż roku stanął Bernard Cazeneuve. Zakończyła urzędowanie w maju 2017. W wyborach w tym samym roku z powodzeniem ubiegała się o poselską reelekcję jako przedstawicielka PÉ z poparciem ugrupowania prezydenckiego. W lipcu 2020 objęła stanowisko ministra ekologii w nowo utworzonym rządzie Jeana Castex. W tym samym roku została wiceprzewodniczącą ugrupowania En commun, wchodzącego w skład większości prezydenckiej. Urząd ministra sprawowała do maja 2022. W tym samym roku kolejny raz wybrana do niższej izby francuskiego parlamentu. W listopadzie 2022 została nową przewodniczącą En commun.